# Raúl Grijalva
Raúl Manuel Grijalva (Tucson, 19 febbraio 1948 – Tucson, 13 marzo 2025) è stato un politico statunitense, membro della Camera dei Rappresentanti per lo stato dell'Arizona dal 2003 al 2025.

## Biografia
Figlio di un operaio messicano emigrato negli Stati Uniti grazie al Programma Bracero (una misura attuata dal Presidente Roosevelt in accordo con Manuel Ávila Camacho), Grijalva nacque a Tucson.
Dopo gli studi all'Università dell'Arizona si dedicò all'impegno pubblico e divenne direttore scolastico oltre a rivestire la carica di membro del Consiglio dei Supervisori della Contea di Pima. Nel 2002 Grijalva si candidò alla Camera dei Rappresentanti con il Partito Democratico e riuscì a vincere facilmente, venendo poi sempre rieletto con alte percentuali di voto negli anni seguenti.
Nel 2024 aveva annunciato che non si sarebbe ricandidato per un terzo mandato al 7° distretto per poter far fronte ad un cancro ai polmoni diagnosticatoli poco tempo prima. Dichiarò tuttavia di voler rimanere in carica fino alla scadenza naturale del secondo prevista per il 2027, ma morì il 13 marzo 2025 all'età di 77 anni.
Grijalva era un noto liberale e fu presidente del Congressional Progressive Caucus.